# Georgiens offentliga television
Georgiens offentliga television, även Georgian Public Broadcasting, GPB (georgiska: საქართველოს საზოგადოებრივი მაუწყებელი; Sakartvelos sazogadoebrivi dzautsqebeli) är ett public service TV-bolag och Georgiens nationella TV-bolag. Man startade sändningen av radio 1925, och TV 1956. Idag når bolagets första kanal (1TV) 85% av den georgiska befolkningen, och den andra kanalen (2TV) når ut till 55% av befolkningen. 2010 startades en tredje kanal med namnet First Caucasian. Bolaget innehar även två radiokanaler, "Radio 1", och "Radio 2".

## Kontroverser
Under tidiga 2009 uppstod en kontrovers om ett av bolagets TV-program, Sakartvelos Didi Ateuli ("bästa georgierna" eller "Georgiens topp tio") - ett program som bjöd in tittare att välja Georgiens bästa historiska personligheter. Tjänstemän i den georgisk-ortodoxa kyrkan motsatte sig offentligt inkluderandet av både religiösa och sekulära personligheter i tävlingen, samt tanken att tittare skulle ranka ett helgons popularitet. Efter en lång offentlig debatt och privata överläggningar beslöt GPB att Didi Ateuli skulle sändas, med både helgon och sekulära personligheter i tävlingen, med ändringen att den slutgiltiga listan inte skulle vara rankad utan annonserad i alfabetisk ordning. Ett senare uttalande av den georgisk-ortodoxa kyrkan försökte tona ner kontroversen och föreslog att det hade varit ett försök att avskräcka kyrkans tjänstemän från att tala ut om sociala problem.
En annan kontrovers uppstod 2009 då Georgiens bidrag till Eurovision Song Contest 2009, "We Don't Wanna Put In" dömdes vara ett politiskt utspel mot den ryska premiärministern Vladimir Putin, och bidraget diskvalificerades från tävlan. Efter att GPB avböjt att ändra låtens text, eller att byta låt, drog sig Georgien ur 2009 års tävling.